# Ulica Aleksandra Fredry w Poznaniu
Ulica Aleksandra Fredry (do 1919 niem. Paulikirchstraße, 1919-1922 Pawła, 1939–1945 niem. An der Paulikirche) – ulica w centrum Poznania biegnąca od Okrąglaka w kierunku zachodnim.

## Opisane obiekty
- Okrąglak,
- Zespół Szkół Komunikacji,
- Kawiarnia Dobskiego (potem W-Z, obecnie Wook),
- Kościół Najświętszego Zbawiciela,
- Pomnik Najświętszego Zbawiciela,
- Collegium Maius UMP
- Dzielnica Cesarska (w tym bezpośrednio przy ulicy: Ogród Zamkowy, Teatr Wielki, Park Adama Mickiewicza, Park Wieniawskiego, Willa Adolfa Landsberga - siedziba Wydawnictwa Poznańskiego).

W 1957 Poznań jako pierwsze miasto w Polsce zakupił za dewizy we Francji lampy fluorescencyjne do oświetlania ulic, zainstalowane po raz pierwszy na ul. Fredry. Ulica przeszła generalny remont zakończony w maju 1987, trwający 60 dni.

## Komunikacja
Całą długością ulicy przebiega dwutorowa linia tramwajowa, przy której zlokalizowano przystanek Fredry.

## Turystyka
Całą długością ulicy przebiega Trakt Królewsko-Cesarski.